# Frontera entre España y Portugal
La frontera terrestre entre España y Portugal, conocida popularmente por el epíteto la Raya (en portugués y gallego, A Raia), es una frontera de 1234 kilómetros de longitud. De este modo, es la frontera más larga entre dos Estados de la Unión Europea, constituida a través de los siglos, a partir de los tratados de Zamora de 1143, Badajoz de 1267 y Alcañices de 1297, pactos que delimitaron, en lo esencial, la frontera tal y como la conocemos en nuestros días; aunque será con la firma del tratado de Lisboa de 1864, complementado por el de Límites de 1926, cuando se llegó al trazado actual.
En un concepto más amplio, la denominación «la Raya» también se refiere al espacio geográfico próximo a esta frontera, donde las poblaciones portuguesas y españolas, separadas por una frontera política, comparten de alguna manera elementos históricos, culturales o económicos. Así, estas poblaciones son calificadas como «rayanas».
A lo largo de su recorrido atraviesa las cuencas hidrográficas del Miño, Limia, Duero, Tajo y Guadiana. De hecho, no en pocas ocasiones los ríos han sido utilizados para delimitar la frontera entre ambos países. Es el caso del Miño en Pontevedra; del Manzanas en Zamora; del Turones en Salamanca; del Duero en Zamora y Salamanca; del Erges y el Tajo en Cáceres; del Ardila en Badajoz; del Guadiana en Badajoz y Huelva, o del Chanza en Huelva. El conjunto de estos tramos fluviales internacionales suma unos 400 km lineales de frontera entre España y Portugal.

## Ubicación geográfica

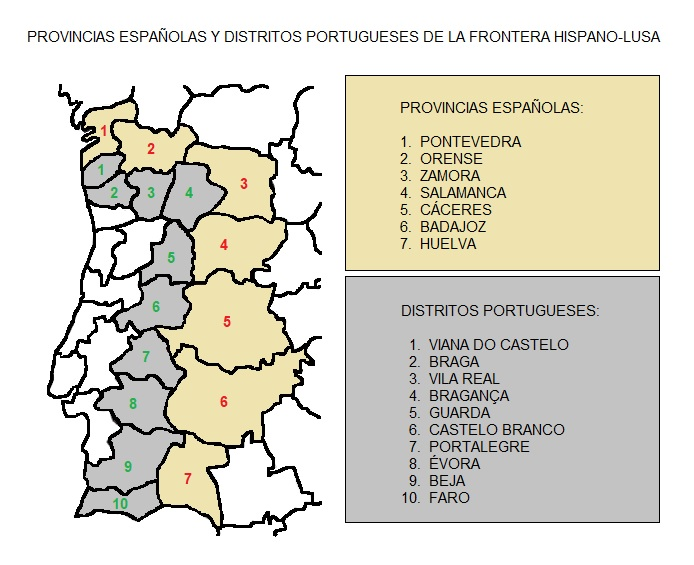
Provincias españolas y distritos portugueses de La Raya

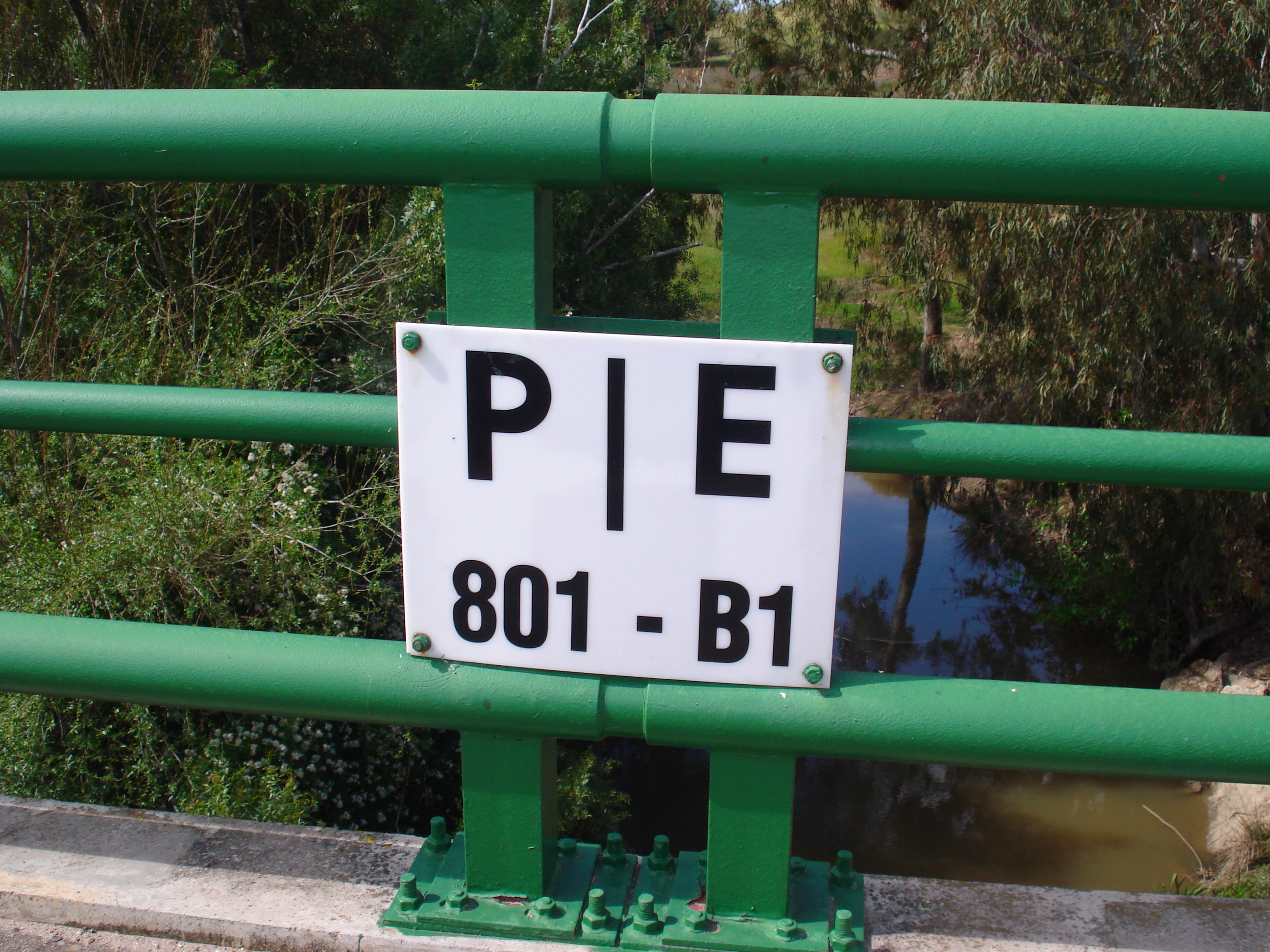
Hito entre Portugal y España

Provincias españolas junto a La Raya, de norte a sur:
- Pontevedra
- Orense
- Zamora
- Salamanca
- Cáceres
- Badajoz
- Huelva

Distritos portugueses junto a La Raya, de norte a sur:
- Viana do Castelo
- Braga
- Vila Real
- Braganza
- Guarda
- Castelo Branco
- Portalegre
- Évora
- Beja
- Faro

## Historia

Mapa del Condado Portucalense a finales del siglo XI

Límites entre el Reino de Portugal y el Reino de León hacia 1210, durante el dominio almohade del sur de la península

La frontera hispano-lusa, con más de siete siglos de historia, es la frontera más antigua de Europa, además de una de las más extensas. Esta frontera, popularmente conocida como La Raya, tiene su origen en el proceso de creación del Reino de Portugal, surgido de las aspiraciones de poder de los condes portucalenses en el marco de la crisis política existente tras la muerte de Alfonso VI de León (1109). El proceso de creación del nuevo reino comenzó a tomar forma definitiva el 24 de junio de 1128, fecha en que Alfonso Henriques asumió la titularidad del condado Portucalense tras derrotar a los partidarios de su propia madre en la batalla de San Mamede. La ambición de poder de este noble se puso nuevamente en evidencia el 25 de julio de 1139, cuando se autoproclamó rey de Portugal tras la victoria de batalla de Ourique, hecho que contó con el reconocimiento de Alfonso VII de León del 5 de octubre de 1143, con la firma del Tratado de Zamora, en un contexto político en el que el monarca leonés asumía una teórica potestad superior al ser calificado como emperador. Sin embargo, el reconocimiento papal del título de rey a Alfonso Enriques no llegó hasta el 1179.
Los distintos reinos peninsulares se encontraban en una situación de continuas luchas, derivadas de la necesidad de ocupar y mantener una posición hegemónica. El nuevo reino de Portugal, con Alfonso I al frente, comenzó a expandir sus dominios hacia el norte, sur y este de la península ibérica. En este afán, incorporó las regiones de Trás-os-Montes y Beira Interior, territorios que estaban en una situación de autarquía al este de sus dominios. Para consolidar estos, y otros territorios, creó una red de villas reales que fortificó y dotó de fueros, condiciones ventajosas con las que rápidamente alcanzaron una mayor población que el de las preexistentes aldeas. La frontera norte con Galicia se fijó en la línea imaginaria que forma el Miño y el Limia y fue el resultado de múltiples conflictos y ocupaciones militares que terminaron en 1169 cuando Alfonso Henriques fue apresado por Fernando II de León en Badajoz. Como consecuencia de este apresamiento, el rey portugués se vio obligado a ceder definitivamente Tuy, las tierras de Toroño y de Comarca de La Limia, terminando de esta manera con décadas de continuos enfrentamientos militares en la frontera luso-gallega.
Ambos reinos se irán extendiendo durante los siguientes años hacia el sur. Al principio sin un establecimiento claro de los límites entre las conquistas que correspondían a cada reino, hasta que en 1267 Alfonso X de Castilla y de León y Alfonso III de Portugal firman el Tratado de Badajoz en el que delimitan la frontera entre ambos reinos.
Con independencia de las fechas anteriores, hay que tener en cuenta que el concepto medieval de frontera no tiene nada que ver con el concepto político y estable que delimita en la actualidad dos estados. En la Edad Media la frontera es una amplia zona de terreno de nadie, generalmente móvil e insegura por las frecuentes guerras que además solía estar despoblada, pero también es una franja en la que hay una mayores libertades, oportunidades e intercambios culturales. Este enfoque conceptual también es aplicable a la frontera hispano-lusa, al menos hasta el tratado de Alcañices de 12 de septiembre de 1297 cuando, tras un período pacífico de treinta años, el rey Dionisio I de Portugal aprovecha la debilidad de la Corona de Castilla y obliga a la regente María de Molina a firmar el tratado que delimita las fronteras entre los reinos de León y Portugal (donde se traspasó la localidad de Olivenza a dominio portugués) y deja fijada la frontera en líneas generales. Esta situación fue consecuencia de la debilidad hacia una agresión externa y de las tensiones internas ante la disputa con el infante Juan de Castilla el de Tarifa por el trono frente a su sobrino Fernando IV. Portugal recibía los territorios que un año antes había ocupado Dionisio I de Portugal en Ribacoa (Sabugal, Alfayates, Vilar Maior, Castelo Bom, Almeida, Castelo Rodrigo y Castelo Melhor) y San Felices de los Gallegos, esta última actualmente en territorio español desde 1327.
La modificación más controvertida de la frontera entre ambos países ocurrió tras la guerra de las Naranjas. Por el tratado de Badajoz de 1801, que puso fin al conflicto, España obtuvo las villas portuguesas de Olivenza y Táliga, usurpación que el Estado portugués nunca ha reconocido, defendiendo su soberanía sobre esos pueblos hasta hoy. La situación especial del Coto Mixto se resolvió mediante el Tratado de Lisboa de 1864, en el que no se planteó solución para la frontera que comprendía los municipios de Olivenza y Táliga, que sigue sin estar fijada en ese punto de manera oficial.

### Conflictos
La secuencia de enfrentamientos bélicos con Portugal se inició en el 1247 y se extendió hasta el 1801, siendo especialmente virulentos durante la Restauración de la Independencia de Portugal (1640-1668) y la Guerra de sucesión española (1703-1714), en los que se devastó y despobló amplias zonas de la frontera. Los conflictos fronterizos más frecuentes han tenido frecuentemente su origen en disputas territoriales que, de forma genérica, han sido denominados «contiendas», como la «contienda de Moura» y la «contienda de Olivenza», o «reyertas», como las de «Valencia del Mombuey o Valencita la quemada», la de «Villanueva del Fresno»”, la de «Alconchel» o la de «Barcarrota».

### Tratados importantes
- Tratado de Zamora: (5 de octubre de 1143): Marca el inicio de la independencia de Portugal del reino de León (Alfonso VII) y de la dinastía Alfonsina con Alfonso I de Portugal.
- Tratado de Sahagún (1158)
- Tratado de Badajoz (1267): Establece la frontera entre la Corona de Castilla y León y el Reino de Portugal. Fue firmado por los monarcas Alfonso X de Castilla y León y Alfonso III de Portugal.
- Tratado de Alcañices (1297): Se fijaron las fronteras entre Portugal y la Corona de Castilla y León. Portugal renunciaba a su alianza con Aragón para posicionarse contra el reino de Castilla y a cambio recibió una serie de plazas que estaban en posesión de la Corona de Castilla y León. Las plazas que pasaron a manos portuguesas fueron: Campo Maior, Olivenza, Ouguela, San Felices de los Gallegos, Almeida, Castelo Bom, Castelo Melhor, Castelo Rodrigo, Monforte, Sabugal, y Vilar Maior. San Felices de los Gallegos abandonaría la soberanía portuguesa en 1326 para retomar su anterior adscripción territorial.[16]
- Tratado de Badajoz (1801)
- Tratado de Lisboa (1864): En este acuerdo se fijaron las fronteras aún vigentes hoy en día entre España y Portugal.
- Acuerdo de Límites (1926)

## Patrimonio

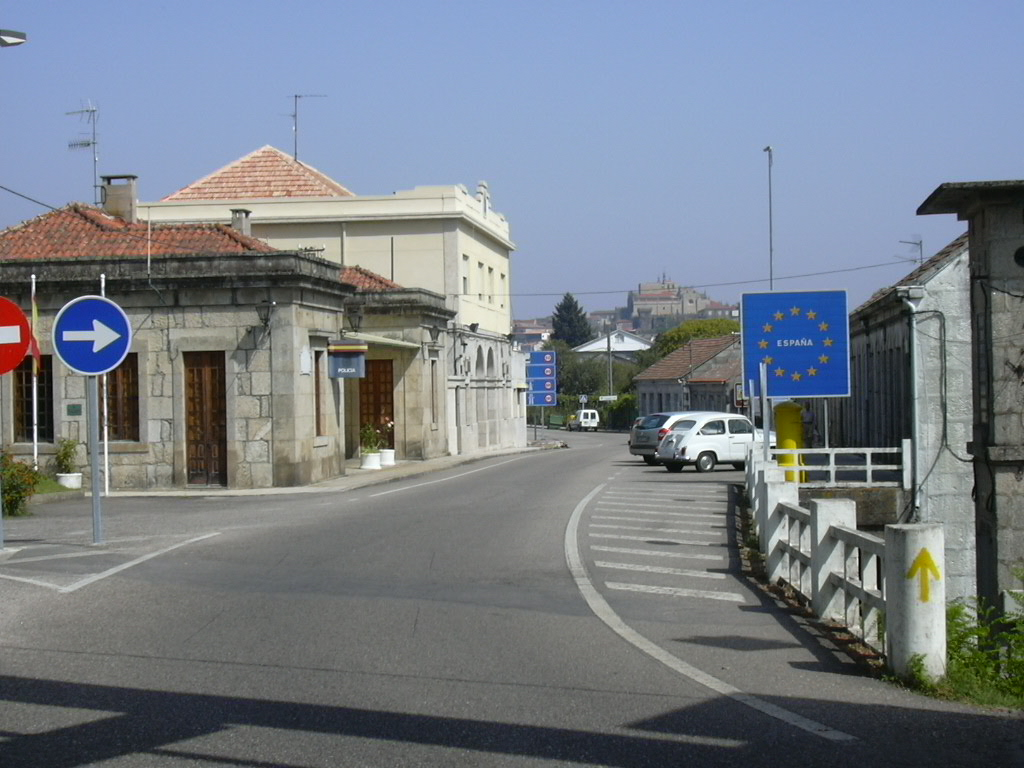
Señal que indica la entrada a España desde Portugal, por los municipios de Tuy (Pontevedra) y Valença do Minho (Viana do Castelo)

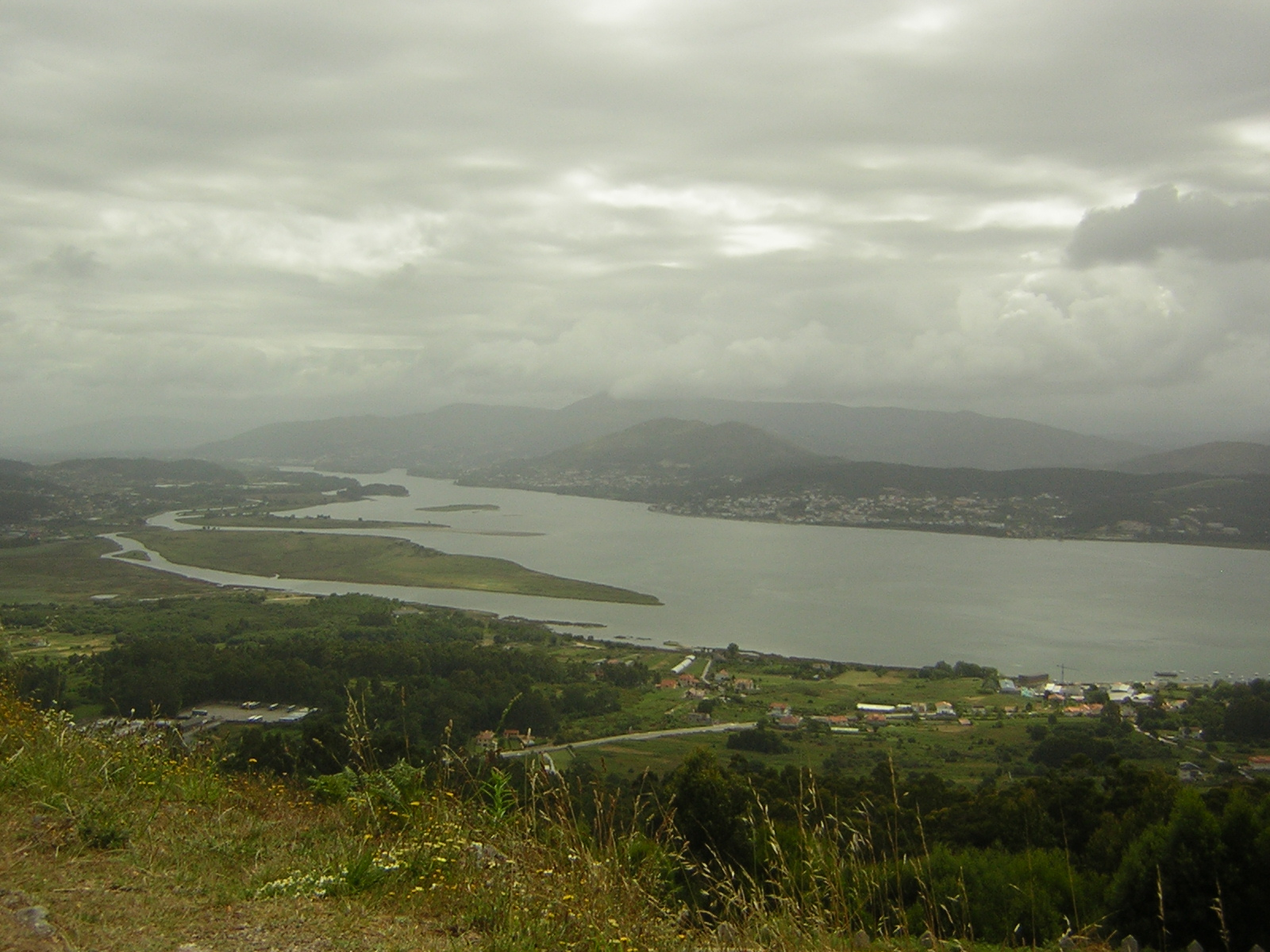
Estuario del río Miño

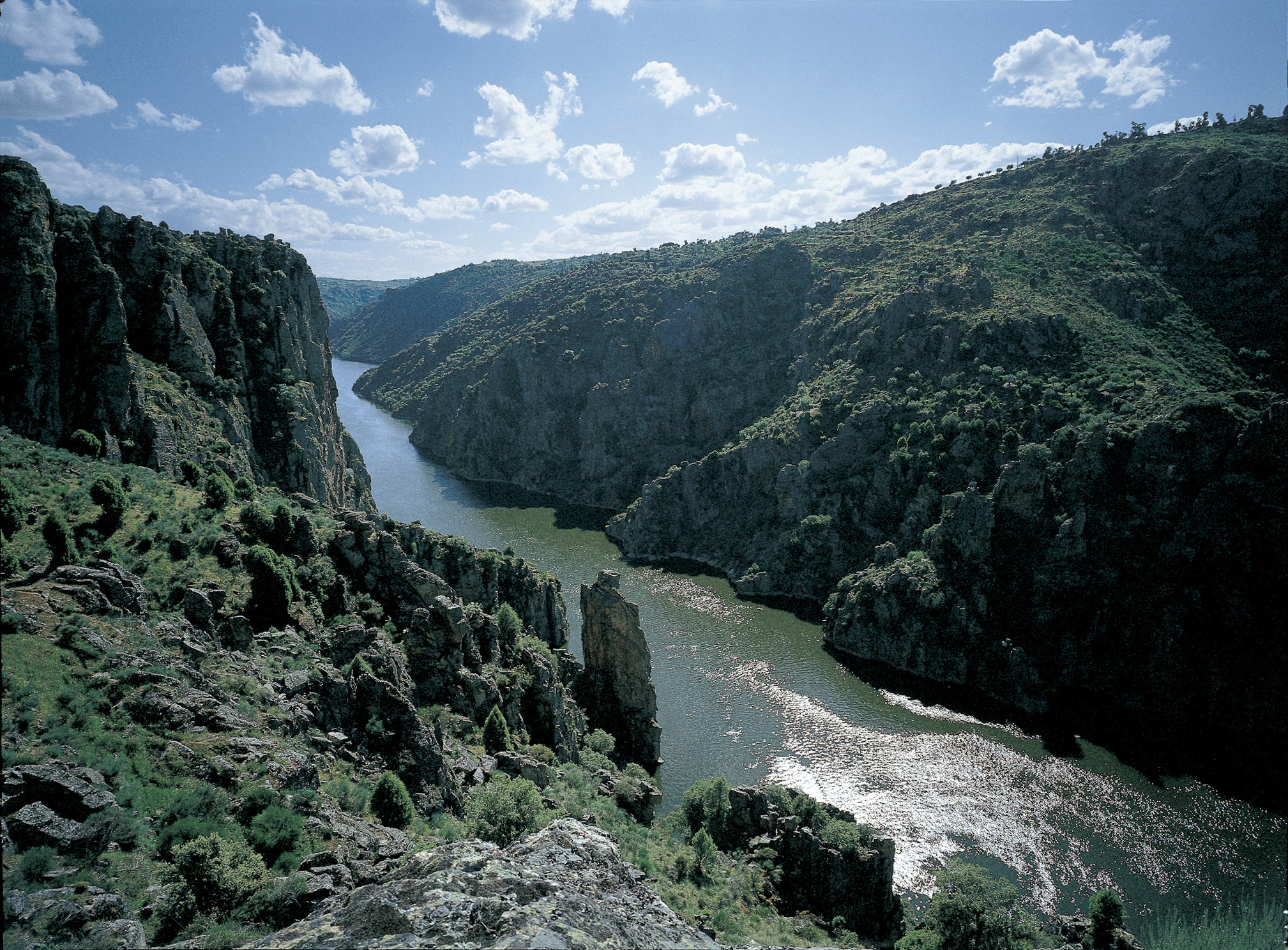
El Duero en su tramo internacional entre la provincia de Zamora y el distrito portugués de Braganza

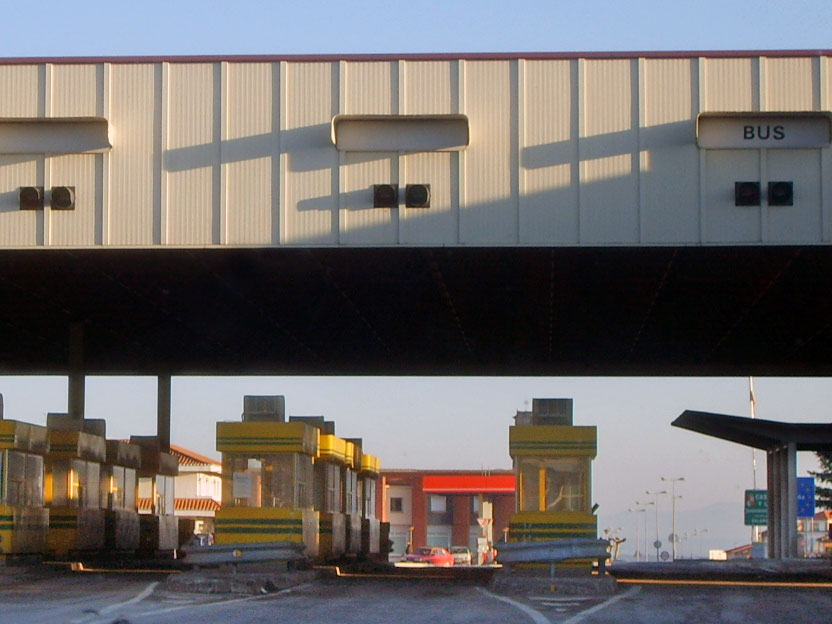
La antigua aduana entre Vilar Formoso (Guarda) y Fuentes de Oñoro (Salamanca)

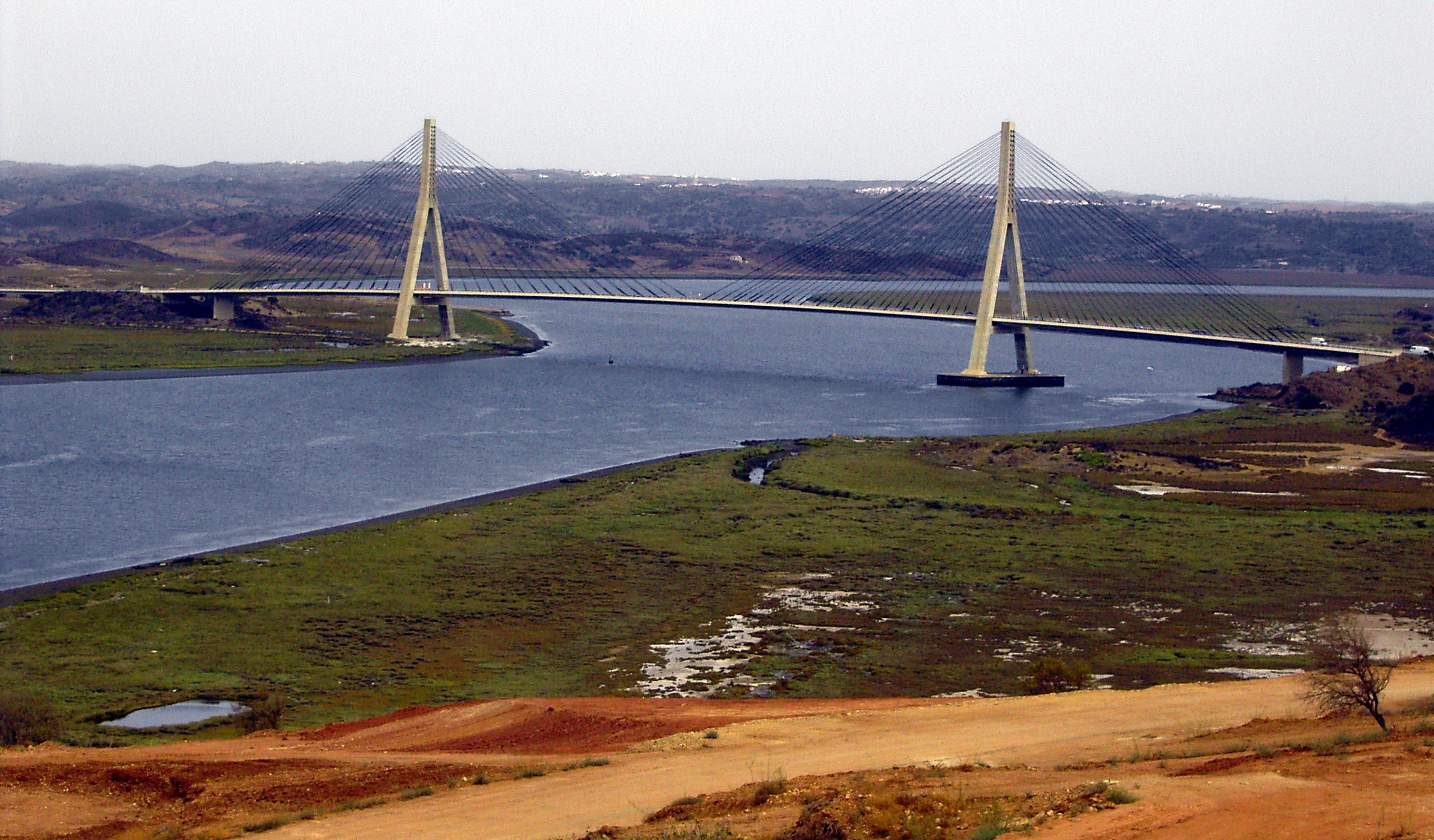
El puente Internacional del Guadiana, entre Castromarín (Faro) y Ayamonte (Huelva)

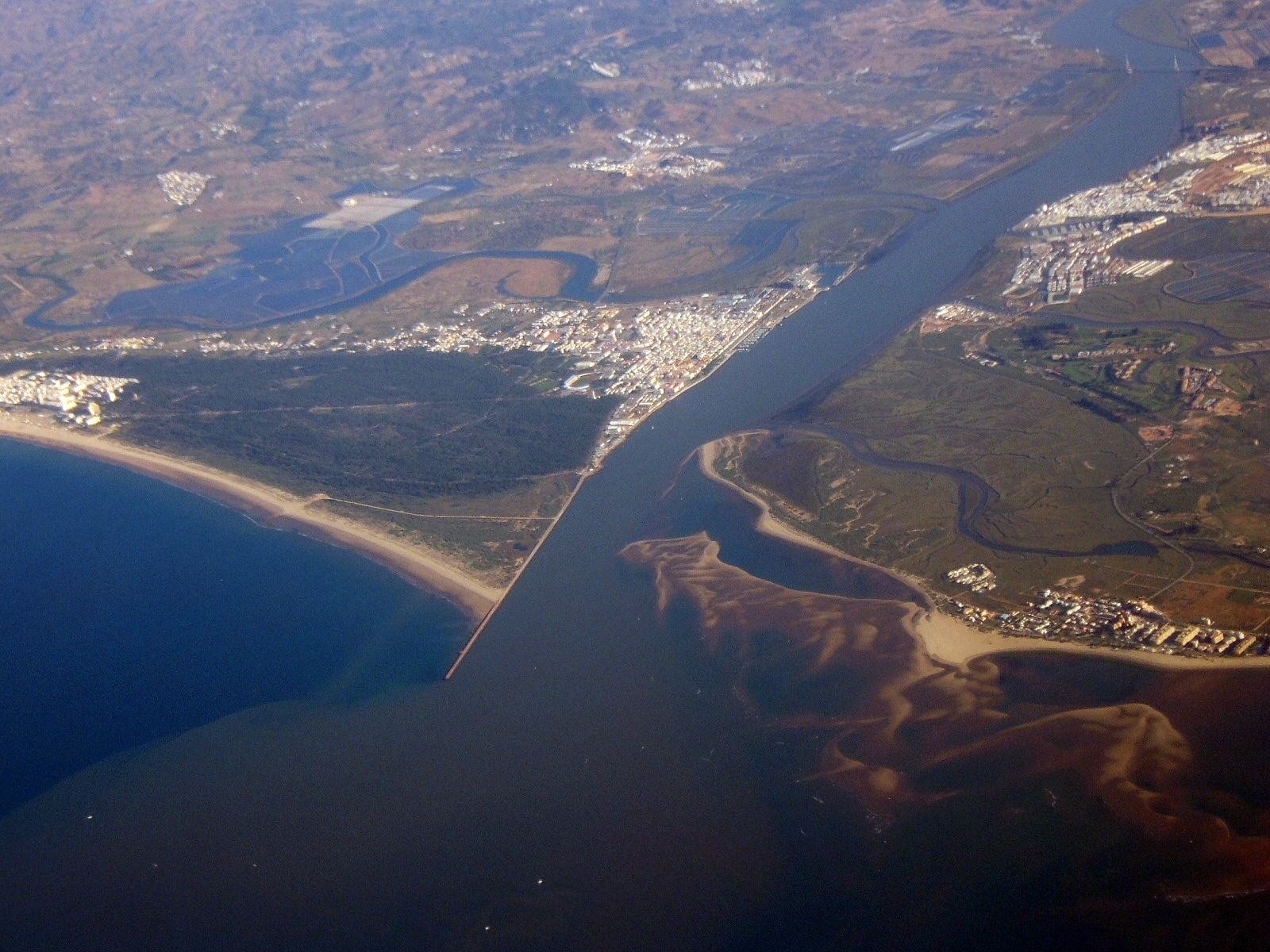
Estuario del río Guadiana

### Natural
La Raya es uno de los principales destinos para la observación de la naturaleza y en especial de las aves (birding), dada la enorme riqueza ornitológica de este territorio. En este vasto espacio se localizan espacios naturales protegidos como el parque natural de Baja Limia y Sierra de O Xurés, el parque nacional de Peneda-Gerês, el Parque natural de Montesinho, la sierra de la Culebra, Arribes del Duero y el parque natural del Duero Internacional, entre otros.

### Etnográfico

##### Fortalezas y castillos
- Castillo de Puebla de Sanabria
- Castillo de Vilvestre
- Castillo de Sobradillo

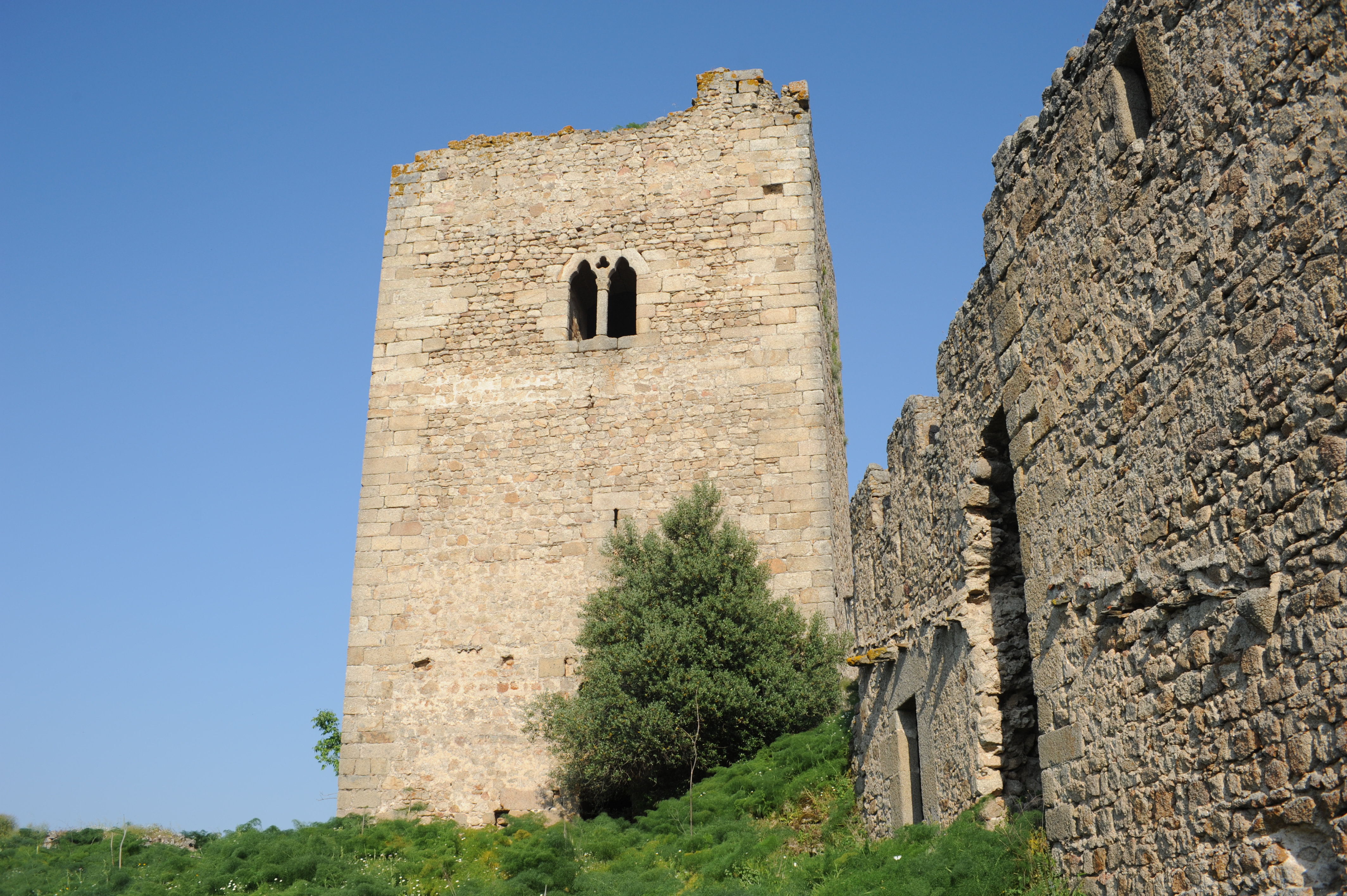
Torre del homenaje del Castillo de Peñafiel (Zarza la Mayor)

- Recinto Amurallado y Torre del Homenaje de San Felices de los Gallegos
- Castillo de El Gardón
- Real Fuerte de la Concepción
- Ciudad Rodrigo
- Castillo de La Alberguería de Argañán
- Castillo de El Payo
- Castillo de Trevejo
- Castillo de Eljas
- Castelo Rodrigo
- Castillo de Peñafiel (Zarza la Mayor) (Cáceres)
- Recinto amurallado de Alcántara (Cáceres)
- Recinto abaluartado de Badajoz
- Alcazaba de Badajoz
- Recinto abaluartado de Elvas (Badajoz)
- Castillo de Elvas
- Recinto abaluartado de Olivenza
- Castillo de Olivenza
- Castillo de Marvão
- Estrela de Almeida, villa medieval.
- Castillo de Valença, Valença.
- Catedral de Santa María de Tuy, Tuy.
- Fortaleza de San Lourenzo, Goián Tomiño.
- Fortaleza de Vila Nova de Cerveira.
- Castillo de San Marcos (Sanlúcar de Guadiana)
- Castillo de Castromarín.
- Castillo de Ayamonte

##### Lenguas, hablas y dialectos
- Español
- Portugués
- Gallego
- Leonés
- A fala
- Barranqueño
- Castúo
- Extremeño
- Mirandés
- Portugués oliventino
- Andaluz